# Kujbyševsko umjetno jezero
Umjetno jezero Samara ili Kujbyševsko umjetno jezero (ruski: Куйбышевское водохранилище́, tatarski: Куйбышев сусаклагычы) i neformalo nazivano Kujbyševsko more, akumulacijski bazen srednje Volge i donje Kame. Nalazi se u Čuvašiji, Marij El i Tatarstan te Samarskoj i Uljanovskoj oblasti u Rusiji. Umjetno jezero Samara je dugo 580 km, široko do 35 km, površine 6450 km². S volumenom 57,3 milijardi kubičnih metara je najveći akumulacijski bazen Europe i treći na svijetu po površini Prosječna dubina je 8 m, a najveća 41 m. Od ukupnih 57,3 km³ volumena, iskoristivo je 34 km³. Veći gradovi, Kazan, Uljanovsk i Toljati nalaze se pokraj akumulacijskog jezera.
Akumulacijsko jezero je stvoreno branom hidrocentrale Žiguli (bivši naziv, hidroelektrana V.I. Lenjin Volga), koja se nalazi između gradova Žigulevsk i Toljati u Samarskoj oblasti. Punjeno je između 1955. – 1957.
Uz punjenje aumulacijskog jezera, neka sela i gradovi su bili obnovljeni na višem tlu.
- Bregovita desna obala umjetnog jezera.
- Kujbiševsko more blizu Kazana.
- Stijene i rudnik gipsa u blizini ušća Kame.